# Paso Nuevo de Nuestra Señora y San Juan
El Paso Nuevo de Nuestra Señora y San Juan es una obra realizada en el periodo 1650-1661 y atribuida a Francisco Díez de Tudanca y su taller. Procesionado en Semana Santa por la Cofradía de las Siete Palabras, el grupo escultórico está ubicado en el Museo Nacional de Escultura, en Valladolid (Castilla y León, España).

## Historia

### Origen
En las instrucciones de 1661 para armar los pasos de la Cofradía Penitencial de la Sagrada Pasión de Cristo consta la existencia de un conjunto llamado «Paso nuevo de nra. señora y Sn Jua», el cual se hallaba compuesto por las imágenes de «Nuestra señora […], San Juan […], La Madalena […], sayón del puñal acaponado […], sayón de la escalera […], el Calvario […]» (a mayores figuraba que se debía «asegurar la cruz por lo alto del peñasco»), mientras que de acuerdo con Manuel Canesi Acevedo en Historia de Valladolid (1745), el grupo estaba conformado por «Cristo en la Cruz y San Juan y la Magdalena llorando y su santísima Madre y dos judíos partiendo la vestidura o túnica in consutil». Gracias a estos documentos se sabe que en origen el conjunto estaba integrado por tallas representativas de Cristo en la cruz acompañado de la Virgen, la Magdalena, San Juan y dos sayones, si bien estas dos últimas figuras son objeto de discrepancia puesto que en 1661 constan como «sayón del puñal acaponado» y «sayón de la escalera», mientras que para 1745 se indica que ambas están «partiendo la vestidura o túnica», hecho que podría deberse a un cambio de escrituras en 1661 o a una confusión de Canesi con la pareja de sayones que figura en la parte frontal del paso Sed Tengo, obra inicialmente perteneciente a la Cofradía Penitencial de Nuestro Padre Jesús Nazareno de Valladolid. No obstante, ambos testimonios tampoco tienen por qué ser necesariamente contradictorios ya que resulta improbable que Canesi se equivocase en su descripción puesto que detalla pormenorizadamente el paso Sed Tengo a la vez que el nombre asignado al grupo en 1661 sumado a las imágenes que lo conforman permite reconocer el momento plasmado como dos escenas sucesivas relatadas en el Evangelio de Juan: la repartición de las vestiduras y la ubicación de María a los pies de la cruz. Todo ello indica que el «sayón del puñal acaponado» estaba cortando los ropajes con ayuda del «sayón de la escalera», cuya denominación podría tener su origen en el mero hecho de que la imagen sujetaba una escalera ya quitada de la escena. Con el paso de los siglos el conjunto ostentó multitud de nombres: en la procesión de 1675 recibía por título simplemente «Último» mientras que en los años sucesivos se llamaría «Jesús Crucificado», denominándose «de la Agonía» para 1790 y «de las Siete Palabras» en 1803, título que portaría durante la práctica totalidad del siglo xx junto con «Emissit Spiritum» (introducido en 1929 con motivo de la fundación de la Cofradía de las Siete Palabras) y «Todo está consumado», denominación aún usada en el siglo xxi en referencia a la sexta palabra pronunciada por Jesús poco antes de morir, lo cual resulta contradictorio puesto que la actual imagen del paso, a diferencia de la original, muestra al crucificado ya muerto y con la herida de la lanza de Longinos.
Este paso se realizó casi con total seguridad para reemplazar a otro del que se tiene constancia ya en 1556 y que estaba compuesto por imágenes representativas de Cristo, San Juan, la Virgen, María Magdalena, Dimas, Gestas y ángeles a ambos lados; este grupo desapareció en fecha incierta, muy probablemente entre finales del siglo xvi y comienzos del xvii puesto que no aparece mencionado en el libro de 1605 Fastiginia, obra de Tomé Pinheiro da Veiga. La nueva escena creada entre 1650 y 1661 constituye por tanto una repetición con algunas variaciones menores, como por ejemplo la falta de los ladrones y las figuras angelicales y la inclusión de dos sayones, estando elaborado el grupo citado en 1556 a base de telas encoladas y papelón al igual que muchos otros pasos de la misma cofradía (Oración en el Huerto, Prendimiento de Jesús y Piedad con las Marías), ya fuesen originales o copias; las continuas intervenciones para reparar desperfectos así como las modificaciones y los cambios en el montaje motivaron su desaparición con el cambio de centuria en favor de escenas de bulto redondo talladas enteramente en madera, proceso experimentado en otras hermandades vallisoletanas.

### Desintegración

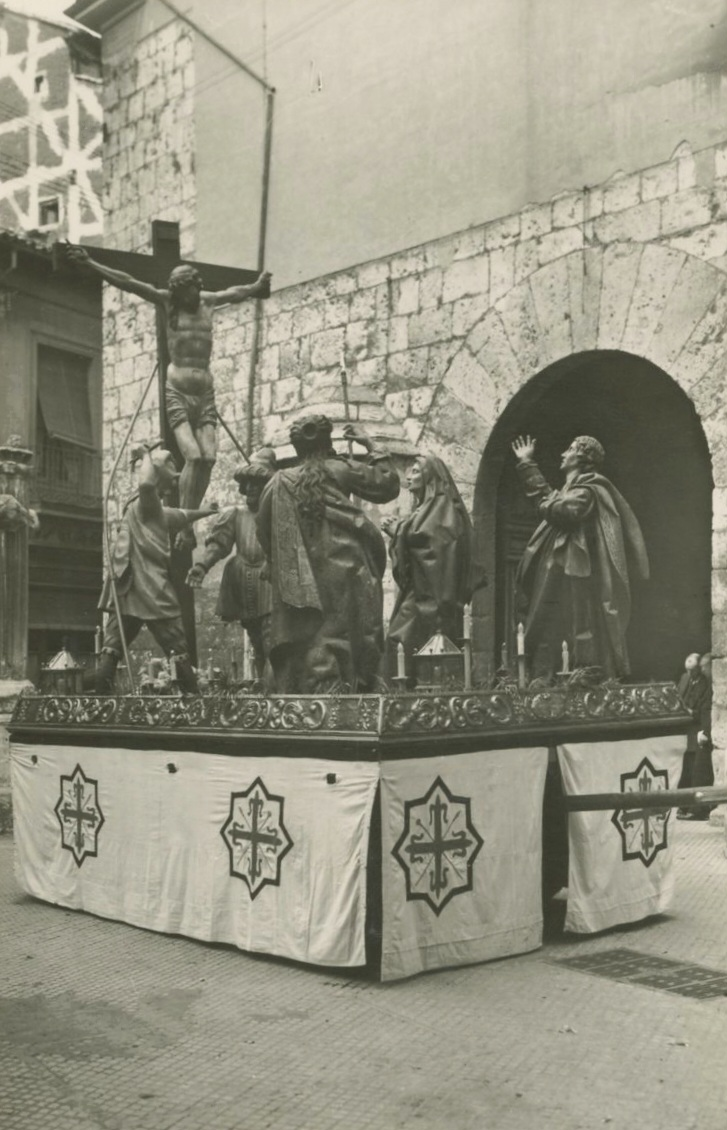
Tarjeta postal de la década de 1940.

El estado de los pasos de la cofradía a comienzos del siglo xix se conoce gracias a los testimonios de Antonio Ponz e Isidoro Bosarte, si bien sus descripciones son bastante superficiales, resultando más fiables los registros pormenorizados de la Academia de Bellas Artes de Valladolid, ente que tenía el cometido de preservar estas piezas. En 1803 las tallas de la Virgen, San Juan y María Magdalena se encontraban en los nichos de la sacristía de la Iglesia de la Pasión junto con las figuras de Simón de Cirene y Santa Verónica, pertenecientes al paso Camino del Calvario, tallado para la cofradía por Gregorio Fernández en 1614; hay así mismo constancia de otras trece imágenes, «barias mui excelentes, todas muy mal tratadas», que se conservaban en una sala alta situada encima del cuerpo de la iglesia, existiendo a mayores otras dos que «de oculto se han remitido a Madrid», las cuales están desde entonces en paradero desconocido:

[...] ay barias mui excelentes, todas muy mal tratadas, y se halla q.e han extraido dos de estas las q.e se cree q.e de oculto se han remitido a Madrid [...].: 106 

Para 1815 se informa del buen estado de conservación de las tallas custodiadas en el templo, haciéndose hincapié sin embargo en que algunas figuras «se hallan muy mal tratadas; en un desvan y miradas con un total avandono»:

Se encuentran perfectamente conservadas todas las Ymagenes de la Yglesia y sacristia; son las mismas que cita el estado, y ocupan los mismos puestos. Los Ladrones, soldados, y demas figuras que componen la Ystoria de los pasos se hallan muy mal tratadas; en un desvan y miradas con un total avandono. El Cristo de la sala Juntas está muy vien cuidado.: 112 

El inventario realizado en 1828 menciona con mucho detalle el estado de las esculturas: las emplazadas en la Sala de Juntas parecía «que habian salido de alguna Zaurda», encontrándose en su mayoría «bastante estropeadas, unas sin cabeza, otras sin manos y quebradas las partes principales», aspecto comprensible puesto que las imágenes «no salen al Publico ha mas de 30 años, ni podra verificarse en los sucesivo», esto último a causa de la precaria situación de las hermandades en aquel entonces:

Todas las figuras sagradas se conservan en la Yglesia y sacristia bien tratadas y con decencia.
El Historiado que consiste en quince sayones lo encontramos en la sala de Juntas, efecto de la prebencion o aviso que se les habia dado, mas a primera bista se manifiesta que habian salido de alguna Zaurda. Se hallan la mayor parte bastante estropeadas, unas sin cabeza, otras sin manos y quebradas las partes principales, mas el esmero e inteligen(cia) de la Academia y sus profesores, podra repararlas en gran parte.: 113 

De la citada inspeccion resulta que las Penitenciales siguen en el mismo descuido de estos celebres monumentos, y que ninguna de las providencias de la Academia han bastado para contener su deterioro, que tanto encarga la Real Orden de 30 de Septiembre de 1802, y por lo mismo se hace preciso meditar otras que sean eficaces y bastantes a detener su total perdida y el desohonor y culpabilidad que produciria a la Academia un semejante suceso, ya que no puede libertarse de la nota q.e le han impuesto algunos viajeros inteligentes q.e las han visto segun nos han informado los mismos llamadores. La comision opina q.e ninguna medida seria mas oportuna q.e la de trasladarlas a la Academia, puesto q.e de paso q.e se haze mérito no salen al Publico ha mas de 30 años, ni podra verificarse en lo sucesivo, pues para ello las Penitenciales habrian de hacer nuevos tableros, y otros gastos q.e no les permite sus fondos. Sentados estos principios para nada le sirven ni tienen otro objecto q.e el de ocuparles un rincon; sin embargo para hazer mas facil su condescendencia se les podria garantir la propiedad de modo que gusten teniendo separadas en la Academia las de cada penitencial.: 114 

En 1842 las tallas que componían los pasos, salvo las imágenes titulares, las cuales se hallaban expuestas al culto, fueron transferidas al Museo Provincial de Bellas Artes de Valladolid, siendo posible que fuese entonces cuando, con motivo de este cambio de ubicación, se decidió marcar las esculturas en función de su procedencia. Una vez en el museo, algunas piezas fueron exhibidas por separado, quedando descontextualizadas, mientras que las demás fueron almacenadas, lo que traería como consecuencia el olvido con el paso del tiempo de a qué paso o hermandad pertenecían. Esta circunstancia, sumada a las pérdidas, intervenciones y arreglos experimentados por las imágenes a lo largo de los años, provocó que la labor de Juan Agapito y Revilla de reconstruir los pasos antiguos en la década de 1920 resultase extremadamente complicada.

### Reconstrucción

#### LaVirgen,San JuanyMaría Magdalena
El primer inconveniente al que Agapito y Revilla debió hacer frente a la hora de recomponer el Paso Nuevo de Nuestra Señora y San Juan, bautizado por él como «Siete Palabras», fue el hecho de que en el museo se conservaban dos grupos integrados cada uno por tres de las cuatro imágenes principales: la Virgen, San Juan y María Magdalena. Para elegir las tallas que actualmente conforman el grupo escultórico junto con el crucificado, Agapito y Revilla tomó la determinación de escoger las figuras de más alta calidad y con mayores vínculos a nivel estilístico, además de por tener las tres la vista dirigida al cielo, mientras que las otras esculturas, de una calidad notablemente inferior y con la vista dirigida al suelo, fueron atribuidas por el historiador al paso del Santo Entierro de la Cofradía de Nuestra Señora de la Piedad, obra de Antonio de Ribera y Francisco Fermín en 1641. No obstante, Luis Luna Moreno, quien logró reconstruir el paso con todas las imágenes originales en 1993, defendió que la Magdalena descartada por Agapito y Revilla sí pertenecía al grupo del Santo Entierro pero no así las imágenes de la Virgen y San Juan, las cuales situó en el paso de Longinos, propiedad también de la hermandad, apoyando la tesis de que las otras tres figuras forman parte del Paso Nuevo de Nuestra Señora y San Juan con base en la letra «P» que cada una luce en uno de sus hombros, la cual indica que eran propiedad de la Cofradía de la Pasión, lo que sumado a la documentación de 1661 y al registro de Canesi Acevedo, donde consta que el Paso Nuevo de Nuestra Señora y San Juan era el único en contar con estas tres figuras, permite certificar con total seguridad que las imágenes de la Virgen, San Juan y María Magdalena escogidas por Agapito y Revilla son las correctas.

#### Sayones
Respecto a las figuras de los sayones, estas presentaron una dificultad mayor. El denominado «sayón de la escalera» fue identificado por Agapito y Revilla como perteneciente al grupo Sed Tengo, si bien poco después se retractó debido a la falta de tallas que pudiesen ajustarse a esta descripción, postulando a la imagen como una de las dos a las que se perdió el rastro en 1803 (hasta comienzos de la década de 1990 el lugar que le correspondía en el paso fue ocupado por una talla de un soldado, el Sayón con lanza y turbante, obra procedente del grupo de la Flagelación de la Cofradía Penitencial de la Santa Vera Cruz, si bien José Ignacio Hernández Redondo lo asigna a La Oración en el Huerto, paso perteneciente también a la Vera Cruz). En cuanto al «sayón del puñal acaponado», este ha suscitado un mayor grado de controversia a causa de las varias interpretaciones del término «acaponado», palabra que podría hacer referencia según José Martí y Monsó a la apariencia de la figura, la cual luciría un rostro imberbe de rasgos suaves y afeminados, como si de un eunuco se tratase. Se ha especulado a su vez que la palabra «acaponado» podría hacer alusión a una clase de daga o a un personaje ataviado con una capucha o una capa, esta última hipótesis seguida por Agapito y Revilla al momento de recomponer el conjunto escultórico; inicialmente creyó que este sayón encapuchado representaba a Nicodemo en el grupo del Santo Entierro perteneciente a la Cofradía de la Piedad, emplazando en el Paso Nuevo de Nuestra Señora y San Juan al Sayón de la guedeja (denominado «sayón del martillo» por Agapito y Revilla),: 184  uno de los verdugos del Azotamiento propiedad de la Cofradía de la Pasión el cual se halla en disposición de fijar un clavo en la cruz, aunque el historiador no estaba del todo convencido con esta incorporación (la imagen sería reemplazada en ocasiones durante las procesiones por el Sayón del casco bicorne). Ambas figuras fueron finalmente eliminadas del grupo en 1992 al descubrirse su verdadero origen: el Sayón de la guedeja fue reincorporado al paso del Azotamiento y el Sayón con lanza y turbante al paso de la Flagelación, afirmándose entonces que con total certeza los sayones del Paso Nuevo de Nuestra Señora y San Juan eran los desaparecidos antes de 1803, hipótesis ya formulada por Federico Wattenberg en 1963.

#### Cristo
La localización de la talla de Cristo resultó también problemática ya que la misma se hallaba expuesta al culto y, en consecuencia, permaneció en el templo en vez de ser trasladada al museo junto con la Virgen, San Juan y María Magdalena. Con el fin de concluir el grupo escultórico, procesionado nuevamente en 1926, Agapito y Revilla, «por no encontrar otro que fuera cedido al Museo», instaló una imagen de un crucificado la cual pertenecía a la hermandad aunque estaba fechada en una época anterior; transferida al museo ese mismo año precisamente para ser incorporada al paso, esta talla, hoy conocida como Santísimo Cristo de las Cinco Llagas y ejecutada entre 1548 y 1562, procesionó hasta los años 1990 en el Paso Nuevo de Nuestra Señora y San Juan y ha sido atribuida por Jesús María Parrado del Olmo a Manuel Álvarez, tallista oriundo de Palencia activo a mediados del siglo xvi. El crucificado original, emplazado desde 1929 en el grupo de La Elevación de la Cruz, fue reincorporado a su paso primitivo cuando el auténtico Cristo de este conjunto fue trasladado al museo en 1993 tras haber permanecido en clausura en el Convento de San Quirce y Santa Julita, lugar donde las monjas lo veneraban bajo la errada creencia de que la imagen representaba a San Dimas.
Esta confusión tiene su origen en el cambio de nombre que en el siglo xix experimentó el Cristo de La Elevación de la Cruz durante su estancia en el templo de la hermandad: pese a que en los inventarios llevados a cabo en 1803 y 1815 la figura, correctamente identificada como Santo Cristo de la Elevación, se hallaba situada en la Sala de Juntas o Cabildos, para cuando Agapito y Revilla describió las esculturas de la penitencial en 1925, un año antes del cierre del templo, esta imagen suspuestamente ya no se encontraba allí, quedando para ese entonces solo tres crucificados: una imagen de San Dimas emplazada en el crucero (titular de La Elevación de la Cruz con su identidad ya trastocada por llevar más de un siglo sin incorporarse a su paso), una talla del Cristo de los Arrepentidos (la utilizada por Agapito y Revilla para armar el Paso Nuevo de Nuestra Señora y San Juan, actualmente conservada en el Convento de San Quirce y Santa Julita tras su recuperación en 1993 por la Cofradía de la Pasión) y en la parte central de la nave una imagen del Cristo de la Agonía, advocación propia de las imágenes cristíferas vivas. Este último es el que fue instalado en 1929 en el grupo de La Elevación de la Cruz en detrimento del Cristo original de este conjunto escultórico, que por el mero hecho de haber sufrido un cambio de advocación fue depositado en el Convento de San Quirce y Santa Julita, donde su veneración como San Dimas por las religiosas ayudó aún más a la confusión.: 47 
La pertenencia de la imagen del Cristo de la Agonía al Paso Nuevo de Nuestra Señora y San Juan resulta evidente debido a las similitudes estilísticas con las tres tallas restantes y también en lo tocante a la advocación, idéntica a la que ostentaba el grupo escultórico en 1790, destacando a mayores el hecho de que desde 1810 y hasta el cierre de la iglesia, este crucificado, descrito como «el santísimo Cristo de las Agonías puesto en la santa Cruz», fue en multitud de ocasiones el único paso que la hermandad sacó en procesión. Ubicados actualmente frente a la cruz, se cree que en origen tanto la Virgen como San Juan estaban emplazados a ambos lados de Cristo puesto que la cabeza y la trayectoria de la mirada del crucificado concuerdan con esta disposición, si bien el Cristo original no forma parte a día de hoy de este paso (tras ser recuperado en 1993, la Cofradía de la Pasión, su legítima propietaria, lo cedió a la Cofradía de las Siete Palabras hasta 2002), ocupando su lugar actualmente el Cristo de la Dolorosa, imagen creada en 1665 por Alonso de Rozas y procedente de la Iglesia de Nuestra Señora de la Asunción de Bercero, aunque ya anteriormente para la exhibición del conjunto se había hecho uso de un crucificado procedente de los fondos del museo. Por su parte, la talla original sería restaurada en 2010 y rebautizada como Santo Cristo del Calvario, desfilando actualmente en solitario en la procesión del Jueves Santo.

## Atribución

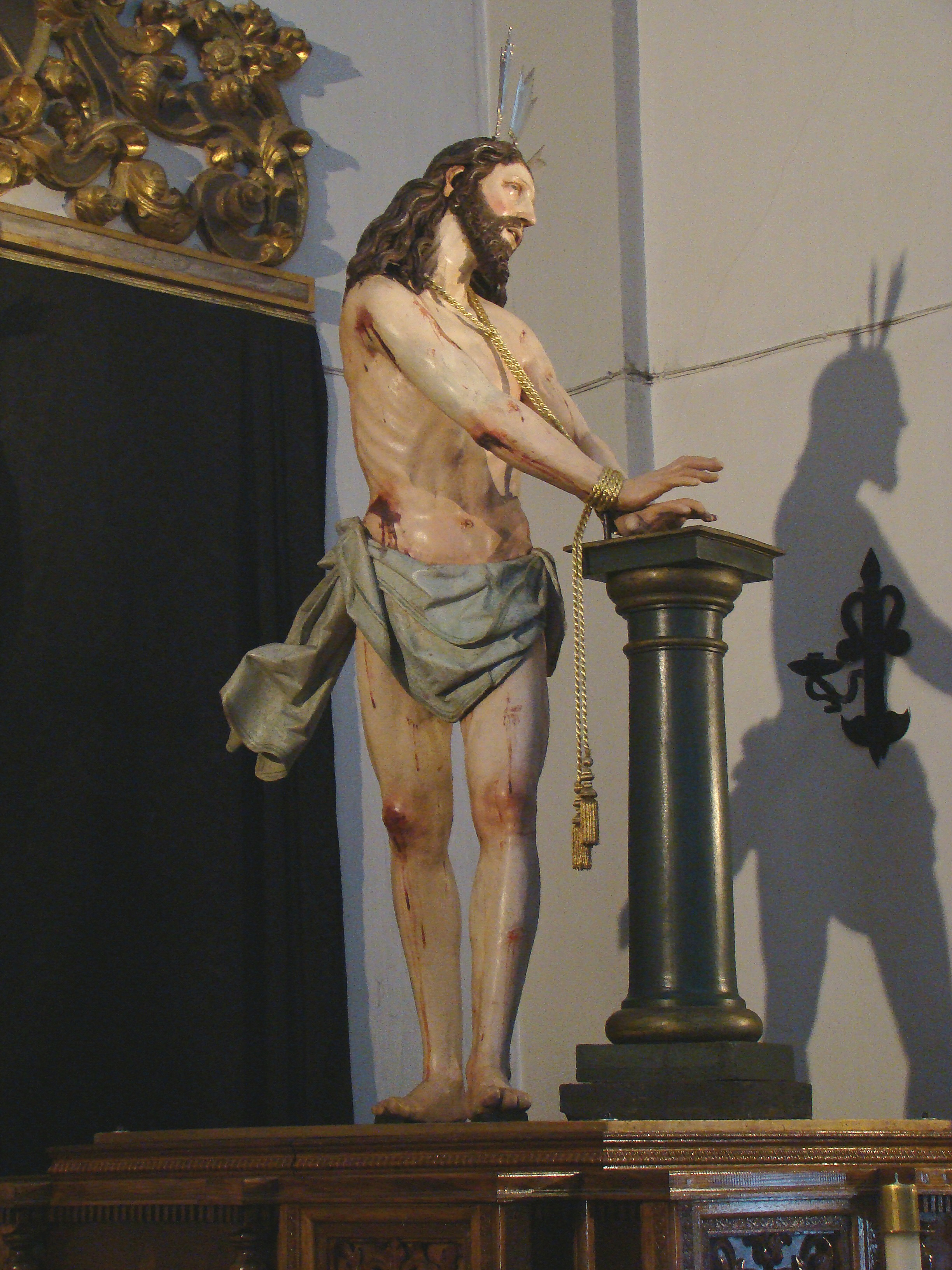
Cristo atado a la columna o Nuestro Padre Jesús Flagelado (c. 1650), anónimo. Perteneciente al paso del Azotamiento de la Cofradía de la Pasión, la obra ha sido atribuida indistintamente a Francisco Díez de Tudanca y a Antonio de Ribera.

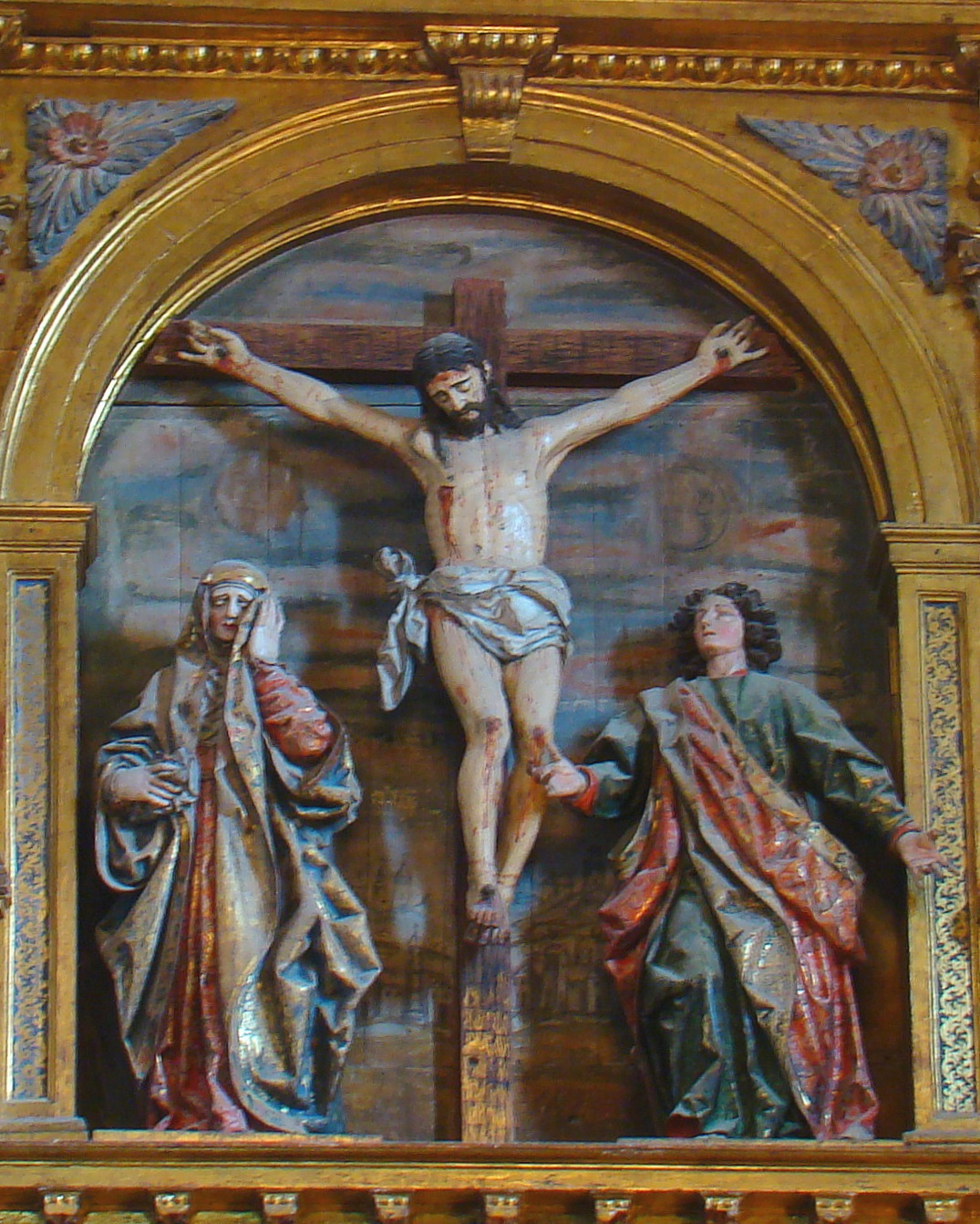
Calvario del retablo mayor de la Iglesia de Nuestra Señora de la Asunción de Bercero (1657), por Francisco Díez de Tudanca.

Adjudicar la obra a un único escultor resulta complejo debido a que todas las imágenes del paso hacen gala de un estilo atribuible a varios tallistas vallisoletanos, todos ellos fieles a Gregorio Fernández. Concretamente las tallas de San Juan y María Magdalena constituyen derivados de las imágenes homónimas presentes en el grupo de El Descendimiento propiedad de la Cofradía de la Vera Cruz y en la Piedad de la Ilustre Cofradía Penitencial de Nuestra Señora de las Angustias. Tanto la cabeza como el peinado de María Magdalena reproducen los de la figura del mismo nombre del paso de El Descendimiento, si bien el manto y la pose de los brazos (con el gesto invertido) son copia de la Piedad, mientras que por su parte San Juan imita las tallas homónimas tanto de El Descendimiento como de la Piedad. Pese a estas similitudes, existen también importantes diferencias en relación con las imágenes de Fernández ya que las del Paso Nuevo de Nuestra Señora y San Juan poseen una rigidez mucho menor y están dotadas de una mayor esbeltez, lo que las convierte en piezas conformadas por una gran diversidad de fórmulas estilísticas, esto debido quizá a su elaboración en una época bastante posterior a la muerte de Fernández. En lo tocante a la figura de la Virgen, esta se encuentra muy próxima a otras imágenes fernandinas, destacando entre ellas la Dolorosa de El Descendimiento y la Piedad de la Iglesia de Santa María de La Bañeza; la doble toca copia fielmente el plegado de la zona de la frente y el cruce sobre el busto de las tallas de ambos grupos escultóricos del mismo modo que el anguloso cierre en el área del cuello, pese a la utilización de una toca u otra para el empleo de este recurso.
Tanto Agapito y Revilla como Ricardo de Orueta encuadraron las tallas de la Virgen, San Juan y María Magdalena en el catálogo de Fernández, específicamente en su etapa de madurez debido a lo abultado de los drapeados, caracterizados por su voluminosidad y estilo acartonado. Con posterioridad Juan José Martín González asignó estas tres piezas a Fernández y principalmente a Andrés de Solanes siguiendo la tesis defendida por Joseph Carter Brooks acerca del ingente volumen de trabajo en el taller del escultor al final de su vida; Martín González vinculó las tallas con la supuesta comisión efectuada en 1630 por la Cofradía de la Piedad a ambos artistas para la elaboración del paso de Longinos, dato erróneo ya que el conjunto pertenece realmente a la Cofradía de la Pasión. Luna Moreno destacó que las tres figuras albergaban silimutes con la producción de Francisco Alonso de los Ríos debido a lo abultado de los ropajes y la postura, sobresaliendo en este aspecto varios puntos en común entre la Magdalena y la imagen de Santa Catalina custodiada en la Capilla de los Maldonado en la Iglesia de San Andrés de Valladolid, aunque existen varias otras características que desaconsejan esta atribución, como la hinchazón de los pliegues y la anatomía. Bernardo del Rincón es otro de los candidatos puesto que su estilo concuerda con algunos detalles del conjunto: largas cabelleras onduladas con surcos paralelos; rasgos lisos con facciones angulosas, como el Cristo del Perdón contratado por la hermandad en 1656; y ropajes voluminosos y quebrados en algunas áreas, como en la imagen orante representativa de Francisco Izquierdo conservada en Barcial de la Loma, atribuida a del Rincón.
Comúnmente se asume que la referencia al grupo escultórico como paso «nuevo» en las instrucciones de 1661 implica que el mismo fue elaborado hacia este año, tesis reforzada por la ausencia de la obra en las instrucciones de 1650, cuando se procedió a contratar la pintura del paso «nuevo del Azotamiento». Al encuadrarse la creación del conjunto en el periodo 1650-1661, varios expertos, sobre todo Wattenberg y Esteban García Chico, han adjudicado su autoría a Francisco Díez de Tudanca, quien estuvo estrechamente vinculado a la Cofradía de la Pasión a mediados del siglo xvii al haber sido cofrade y alcalde de la hermandad, además de realizar varias labores para la misma: en 1650 aparece en el contrato de la policromía del grupo del Azotamiento en calidad de fiador, mientras que en 1657 ejecuta el nuevo retablo mayor del templo de la cofradía junto con los ensambladores Alonso y Antonio de Billota, tasando en 1662 el retablo desechado. Por su parte, María Antonia Fernández del Hoyo apoya la hipótesis de la autoría conjunta de Tudanca y Antonio de Ribera con respecto al paso nuevo del Azotamiento a raíz de documentar su policromía, vinculando Luna Moreno con posterioridad dos de las imágenes de este paso, Cristo atado a la columna y un sayón portando una soga, con las tallas del Paso Nuevo de Nuestra Señora y San Juan. A esto habría que sumar la proximidad establecida por Wattenberg en 1963 entre la imagen de Cristo y la producción de Tudanca, sobre todo en lo relativo a la anatomía, muy similar a la del Cristo del Perdón ejecutado por el tallista poco antes de 1664 para el desaparecido Convento de la Santísima Trinidad (actual Iglesia de San Nicolás) y conservado a día de hoy en el Museo Diocesano y Catedralicio de Valladolid. Todos estos detalles relacionan fuertemente el grupo con Tudanca y su taller, si bien Javier Baladrón Alonso rechaza esta postura debido a que las tres figuras exhiben una corpulencia ausente en la imaginería del escultor, postulando en su lugar aunque sin certeza absoluta únicamente a Ribera, quien ejecutó varias obras para la Cofradía de la Piedad.
Por su parte, José Miguel Travieso atribuye las imágenes a un escultor desconocido de mediados del siglo xvii seguidor de Fernández. Pese a la más que probable autoría conjunta de Tudanca y Ribera en el paso del Azotamiento, donde Travieso adjudica aunque no con total seguridad la imagen de Cristo atado a la columna a Ribera por poseer una calidad y nivel de detalle superior a los rígidos y toscos sayones, los cuales considera obra probable de Tudanca, el historiador es sin embargo partidario de no atribuir el Paso Nuevo de Nuestra Señora y San Juan a ninguno de estos entalladores. Travieso resalta las notables diferencias de la obra con El Descendimiento de Medina de Rioseco, grupo tallado por Tudanca en 1663, y con el Cristo del Perdón de los trinitarios, mencionando a mayores el escaso parecido de las tallas del paso con el Calvario presente en el retablo mayor de Bercero, contratado por el escultor Juan Rodríguez con Tudanca en 1657 y dotado de la rigidez y antinaturalidad propias del catálogo del artista, cuya producción se aleja en gran medida del dramatismo, el desgarro y el realismo de las imágenes del paso. Respecto a Ribera, Travieso destaca la poca relación con el Calvario del retablo mayor de la Iglesia de Santa María de Arbis en Baquerín de Campos, hoy custodiado en el Monasterio de San Zoilo de Carrión de los Condes, teniendo esta pieza un mayor grado de dinamismo en comparación con el Calvario de Tudanca.

## Descripción

### Cristo
De factura atípica en el arte vallisoletano, la imagen original del paso muestra a Jesús en la cruz momentos antes de que exhale su último suspiro. El cuerpo posee una marcada anatomía y gran patetismo gracias a los finos regueros de sangre que recorren sus brazos, piernas y torso. Con la vista dirigida al suelo, el rostro posee una marcada viveza y naturalidad, luciendo la imagen cabellera de notables ondulaciones y barba partida en dos. El paño de pureza, de policromía gris verdosa, muestra un voluminoso recogido en la cadera y exhibe pliegues rígidos además de un delicado ribete. La imagen que lo sustituye, de menor patetismo, muestra a Cristo ya muerto, lo que supone una contradicción teniendo en cuenta la otra denominación con la que se conoce al paso, Todo está consumado, lo que implica que Jesús debía figurar con vida ya que este título alude a la sexta palabra pronunciada por Cristo en la cruz.

### Virgen
Naturalista al igual que el crucificado, la talla, de 173 × 89 × 70 cm, representa a la Virgen mirando a su hijo con gesto de dolor contenido, sentimiento acentuado por tener ambas manos entrelazadas sobre el pecho. De facciones angulosas y con ojos de cristal, viste túnica bermellón ajustada con un cíngulo del mismo color visible gracias a un voluminoso lazo en la cintura, camisa interior granate (apreciable únicamente en los puños), manto azul ultramar, zapatos negros y una toca en color ocre con ribete azul y cruzada en el cuello con un artístico pliegue a imagen y semejanza de las imágenes dolorosas de Fernández. Estilísticamente está relacionada con la Dolorosa venerada en la Catedral de Orense, atribuida a Pedro de Ávila,: 288  y con la Dolorosa del paso de La Crucifixión en Medina de Rioseco, obra de Tomás de Sierra.

### San Juan
La figura de San Juan, con unas medidas de 185 × 95 × 76 cm, posee un nivel de realismo semejante al de la Virgen aunque un grado de dramatismo superior al tener una mano delante del pecho y la otra alzada en un claro signo de desconsuelo y desesperación. Con cabello ondulado, barba insinuada gracias a una delicada policromía y ojos de vidrio, la imagen luce zapatos negros, túnica en verde oliva con doble botonadura dorada en los puños y ceñida con cíngulo, y manto bermellón de amplios y rígidos pliegues con una elaborada cenefa dorada. A nivel estilístico guarda relación con la talla de San Juan del paso riosecano de La Crucifixión.

### María Magdalena
Con unas dimensiones de 178 × 87 × 79 cm, la Magdalena, de gran dramatismo al igual que San Juan y ubicada detrás de la cruz, tiene la vista dirigida al crucificado, con los párpados inflamados y la mano derecha alzada a la misma altura que la cabeza en posición de sujetar un pañuelo para secarse las lágrimas que surcan sus mejillas. Con ojos de cristal y cabello negro azabache a ambos lados del rostro recogido levemente por encima de la nuca, la imagen luce zapatos negros, túnica amplia de policromía gris azulada ajustada en la cintura, y un manto cruzado en el frente de color verde en el interior y ocre en el exterior, esta última zona ornamentada con motivos vegetales en verde, granate y celeste.